# Saponaria caespitosa
La jabonera cespitosa (Saponaria caespitosa)  es una planta de la familia Caryophyllaceae.

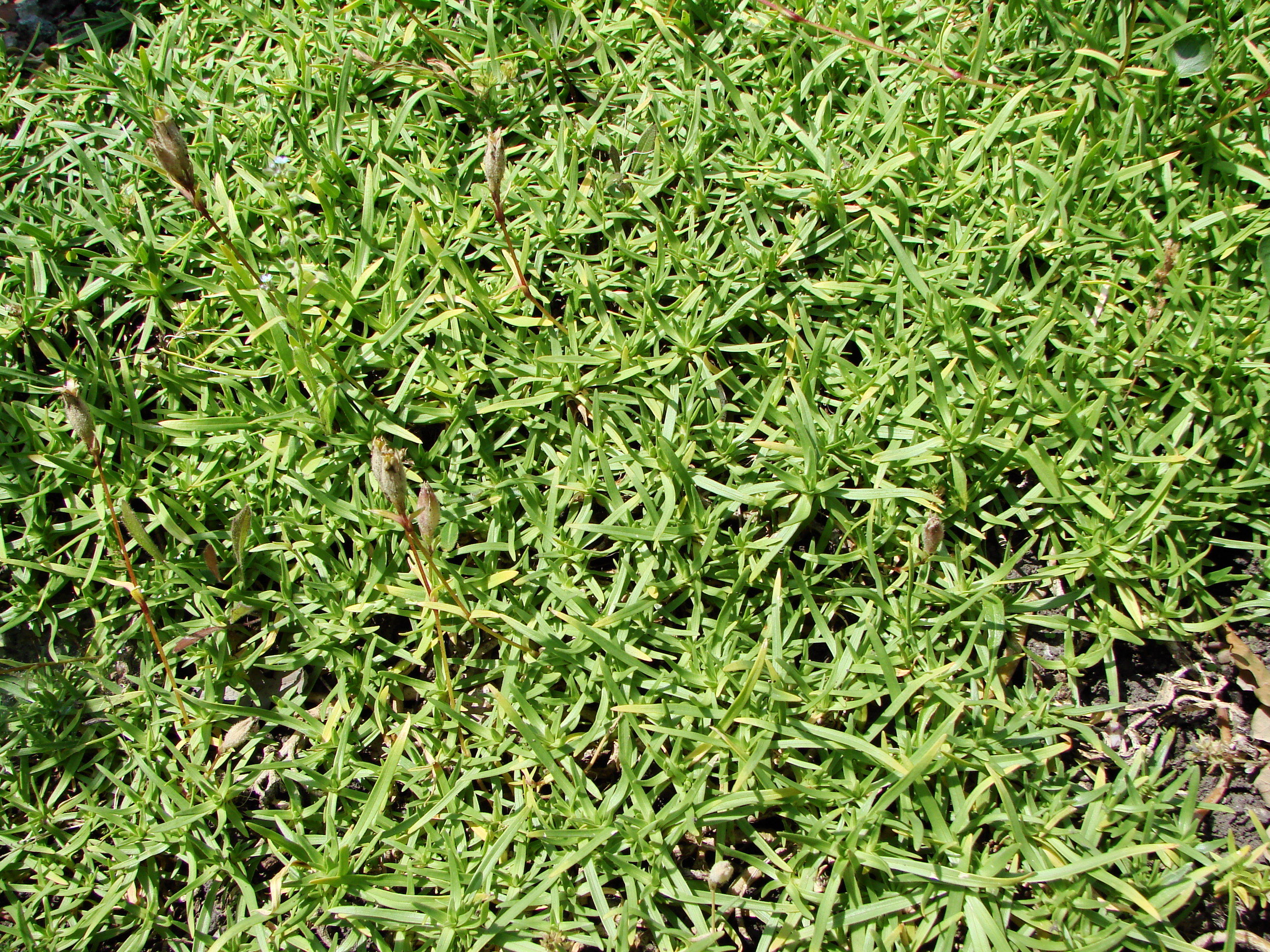
Vista de la planta

## Descripción
Planta perenne, pelosa, cespitosa. Hojas basales lineares o lanceoladas, que forman un cojín y 1-3 pares de caulinares más pequeñas. Flores de 8-14 mm, purpúreas, pétalos de ápices redondeados; cáliz muy peloso, purpúreo; dispuetas en pequeñas inflorescencias.

## Distribución y hábitat
Se distribuye por los Pirineos en Francia y España. Habita en prados pedregosos, crestones batidos por el viento, gleras, en suelos calizos.

## Taxonomía
Saponaria caespitosa fue descrita por Augustin Pyrame de Candolle y publicado en Rapp. Voy. Bot. 2: 78. 1808.
Etimología
Saponaria: nombre genérico que deriva del latín sapo = (jabón), en alusión a las propiedades que tienen las raíces al contacto del agua.
caespitosa: epíteto latino que significa "cespitosa"